# Латиніна Юлія Леонідівна
Ю́лія Леоні́дівна Лати́ніна (рос. Юлия Леонидовна Латынина; нар. 16 червня 1966, Москва, Російська РФСР) — російська журналістка, письменниця та пропагандистка. Як журналіст, була відома гострими, іноді скандальними українофобськими коментарями. Автор романів у жанрах політичної фантастики та політико-економічного детектива на основі російської дійсності. У російській журналістиці відома як політичний оглядач та економічний аналітик. Кандидат філологічних наук із літературознавства.
З 20 липня 2025 року знаходиться під санкціями за антиукраїнську діяльність.

## Біографія
Народилася в сім'ї поета Леоніда Латиніна. У 1988 році закінчила Літературний інститут ім. Горького Союзу письменників СРСР у Москві з червоним дипломом та вступила до аспірантури цього ж інституту на романо-германське відділення, того ж року стажувалася в Лувенському католицькому університеті (Бельгія) за програмою міжнародного студентського обміну.
У січні 1993 року в Інституті світової літератури захистила кандидатську дисертацію, присвячену типам антиутопічному дискурсу на тему «Літературні витоки антиутопічного жанру».
У 1994 році пише роман в жанрі сучасного детективу «Бомба для банкіра» під псевдонімом Євген Климович (1995). Пізніше детективи, видані під псевдонімом, були перевидані під власним іменем.
1995 року почала займатися журналістикою в газеті «Сьогодні», де працювала економічним оглядачем. Згодом працювала в газетах «Сьогодні» (1996), «Ізвєстія» (1996—1997), в журналі «Експерт» (1997—1998), в щомісячнику «Цілком таємно» (1999—2000), «Щотижневому журналі» (2003—2004).
Була авторкою і ведучою програми «Рубльова зона» на каналі НТВ (2000—2001), співведучою програми «Інший час» на каналі ОРТ (2001—2002), авторкою програми «Є думка» на каналі ТВС (2002—2003), авторкою рубрики «Своїми словами» в передачі «Тиждень» на каналі Ren-TV (2003—2004).
З 2001 року є оглядачкою «Нової газети», з 2003 — авторка програми «Код доступу» на радіостанції «Ехо Москви» і телеканалі RTVi, колумніст електронних видань «Щоденний журнал» (з 2005 р) і «Газета.Ru».
2017 року, після підпалу свого автомобіля невідомими, покинула Росію з батьками. Заявила, що не шкодує зіпсованого майна, але налякана готовністю паліїв до людських жертв.
9 вересня 2022 року мін'юст РФ вніс Латиніну до реєстру фізичних осіб-іноземних агентів.
У липні 2025 року YouTube канал Юлії на території України не доступний як підсанкційної особи РНБО.

## Оцінки
Андрій Піонтковський вважає, що Латиніна, орієнтуючись на більш освічену аудіторію, ніж пересічний російський обиватель, навмисне підтасовує визначення та пересмикує висновки:
| Дівчина виконує відповідальну патріотичну місію, рятуючи залишки репутації режиму і особисто Путіна. Працює з інтелігенцією, з інформованою частиною суспільства. Вона не заперечує всім відомі обставини ганебного провалу ФСБ в Рязані[17], більше того вона обурюється ними, вимагає звільнень, гласного суду. Але в кінцівці (а запам'ятовується завжди саме кінцівка), завоювавши довіру читача, майже непомітно пересмикує карту. Перекваліфікує злочин ФСБ з тероризму в невиразне окозамилювання, що переходить у тероризм. Віртуозна робота. [18] |

### Звинувачення у порушенні етики
Американський історик і публіцист Юрій Фельштинський звинувачує Латиніну у «відвертому цинічному хамстві по формі та змісту». За Фельштинським, Латиніна влаштувала на «Ехі Москви» «дискусію» з приводу змісту книги Фельштинського і Олександра Литвиненка «ФСБ підриває Росію». В той же час Фельштинському не було надано слово або можливість відповісти на критику. Його листи до редакції радіостанції не були оприлюднені, сама Латиніна звернення Фельштинського ігнорувала, а його книгу, що перекладена 20-ма мовами світу та видана в багатьох країнах, але заборонена в Росії, вона назвала такою, що «валяється у мережі».

## Висловлювання

### Глобальне потепління
Спершу заперечувала глобальне потепління. Пізніше визнала, що воно все ж існує.

### Про Україну й українську мову
У програмі «Код доступа» на радіо «Ехо Москви» 1 серпня 2015 Латиніна висловила таку характеристику Україні та української мови:
Проблема, існуюча зараз ситуація в історії України та Росії, була закладена більшовиками, які в пошуках підтримки віддали Україні частину Російської імперії, які штучно підтримували українську мову …
… Якби не більшовики, то до кінця XX століття Україна, ну, мала б приблизно те ж саме, що Шотландія. Тобто навіть Шотландія може відокремитися від Англії, але вона як і раніше говорить англійською. Навіть Ірландія говорить англійською.
На початку XX століття українська мова була б в Україні, ну, приблизно така же, як зараз бретонська у Франції. Це мова частини неосвіченого населення.
Тому коли в 1991 році розвалився Радянський Союз, то утворилася штучна держава не в поганому сенсі цього слова, а в тому, що якби ця держава була при більшовиках нарізана іншим чином, то ми розуміємо, що вона розпалася б іншим способом.
І почалася проблема у цієї держави українізації, коли підлегла і, загалом-то, нехай пробачать мене мої українські друзі, не так культурно розвинена мова, як мова російська, мала зайняти місце під сонцем, зокрема коштом людей, які завжди розмовляли російською та вважали її своєю рідною мовою та мовою, яку вони можуть офіційно використовувати.
 Це висловлювання викликало жваві відгуки та дискусію у інтернеті. Зокрема, в «Живому Журналі» відомого російського економіста Андрія Ілларіонова. Фраза про те, що російська влада начебто «віддала Україні частину російської території» — майже дослівно відтворює відому тезу Путіна, повторювану ним на різні лади, починаючи з 2008 року, що «Україна — це штучне державне утворення» і «Росія подарувала Україні Крим та Східну Україну».
Під час відомої дискусії з Віталієм Портниковим заявила, що припинити війну можна, якщо вкладати до військових квитків росіян фото яхти заарештованого міністра оборони РФ Іванова та роз'яснення, що росіяни і українці — «братські народи». Портников аргументовано пояснив, що росіяни і українці в Російській імперії ніколи не були рівноправними, і що в СРСР українці могли досягати успіху лише відмовившись від своєї ідентичності. Є учасником Антивоєнного комітету Росії.
Після масованого російського обстрілу України 8 липня 2024 року, Латиніна запропонувала РФ наносити ракетні удари по Україні вночі, щоб «зменшити кількість жертв», і заявляла, що російські ракети, можливо, летіли не в лікарню «Охматдит», а у завод «Артем».

8 вересня 2024 року Латиніна піддала сумніву територіальну цілісність України, завивши, що Україна повинна позбутися Криму, південно-східних теренів, південної частини Одещини та західноукраїнських теренів: 
|  | «З цієї точки зору Україні в тому вигляді, в якому її, як знаряддя колонізації, сформувала проклята царська влада і кривава радянська, необхідно позбутися Криму — колонізованого імперією, частин Бессарабії, південного сходу, який належав половцям та печенігам, а потім татарам, і, звичайно, повернути Західну Україну, відторгнуту внаслідок спецоперації 1939 року, Польщі чи Австрії, з поверненням туди вичищених звідти кривавими радянськими імперіалістами поляків та виплатою репарацій» |

 5 квітня 2025 року, після масованого російського удару по Кривому Рогу, вона не засудила РФ, назвавши обстріл мирних мешканців «типовою помилкою». Вона дорікала Зеленському, що він начебто не хотів підписувати Стамбульські угоди, які, на її думку, «врятували б Україну від трьох років війни, але коштували б йому влади». Заявила, що Україна використовує загибель дітей як маніпуляцію і намагається «повторити ефект від побаченого у Бучі», апелюючи до звірств російської армії в Бучі.

### Вікторія Рощина
30 квітня 2025 року Латиніна порівняла катування, тортури та вбивство росіянами української журналістки Вікторії Рощиної зі смертю від пневмонії американо-чилійця Гонзало Ліра, заявивши, що його «закатували до смерті». Вона не звинуватила РФ в ув'язненні, катуванні та вибивстві Рощиної. Латиніна назвала емоційну реакцію суспільства на російські теракти, вбивства дітей — «маніпуляцією» та «хамасівщиною».
У червні 2025 року Латиніна заявила, що не закликає до переговорів між Росією та Україною, а вважала, що війна має «дійти до свого логічного кінця». На її думку «Україна в її нинішньому вигляді, той режим в Україні, та ідеологія — є справді надзвичайним історичним викликом існуванню історичної Росії».

## Нагороди та відзнаки
- Лауреатка премії імені Олександра ІІ «За великий особистий внесок у відстоювання економічної свободи в Росії» (1998),
- Російський біографічний інститут удостоїв Юлію Латиніну звання «Людина року» «за успіхи в економічній журналістиці» (1999),
- Лауреатка Премії імені Герда Буцеріуса «Вільна преса Східної Європи[ru]» (2004),
- Лауреатка міжнародної журналістської премії ім. Марії Грації Кутулі (2007),
- Лауреатка премії «Захисник свободи» (2008).